# Aubrieta glabrescens
Aubrieta glabrescens là một loài thực vật có hoa trong họ Cải. Loài này được Turrill mô tả khoa học đầu tiên năm 1934.